# Timo Kulczak
Timo Kulczak (* 27. April 1977 in Aschaffenburg) ist deutscher Tänzer (Gesellschaftstanz), Tanztrainer und Wertungsrichter für Standard- und Lateinamerikanische Tänze.
Nach der Grundschule in Stockstadt am Main besuchte er das Friedrich-Dessauer-Gymnasium Aschaffenburg. Im Alter von zehn Jahren startete er seine Tanzkarriere zuerst in einer Jazztanzgruppe und dann beim Lateintanz. Bis zum Abitur vertrat er erfolgreich den Tanzsportclub Schwarz-Gold Aschaffenburg e. V. im Schüler- und Jugendbereich und wurde Vierter der Deutschen Schülermeisterschaft in den Lateinamerikanischen Tänzen.
Nach dem Abitur begann er ein Studium der musisch-ästhetischen Erziehung an der Pädagogischen Hochschule in Karlsruhe. Seine sportliche Karriere setzte er im Tanzsportzentrum des Schwarz-Weiß-Clubs Pforzheim e. V. (Landesleistungszentrum des Tanzsportverbandes Baden-Württemberg) fort. Bei der Teilnahme am Blackpool Dance Festival lernte er 1999 Motsi Mabuse kennen. 2003 heirateten die beiden und starteten bis 2011 gemeinsam für den Tanzsportverein Schwarz-Weiß-Club Pforzheim e. V. in der Hauptgruppe S-Latein. 2014 trennte sich das Paar.
Nach seiner aktiven Karriere arbeitete Kulczak als Tanztrainer und wurde 2021 zum Verbandstrainer für Lateinamerikanische Tänze berufen.
Zum 1. Januar 2024 wurde er als Nachfolger von Horst Beer zum Bundestrainer Latein des  Deutschen Tanzsportverbands ernannt.

## Erfolge
- Deutscher Meister S-Latein 2009
- Deutscher Vizemeister S-Latein 2006/2007/2008
- Finalist Deutsche Meisterschaft S-Latein 2003/2004/2005/2006/2007/2008
- Finalist Landesmeisterschaft
- Finalist WORLD CUP Latein
- Semifinalist Europameisterschaft S-Latein
- Semifinalist Weltmeisterschaft S-Latein
- Mitglied im Bundeskader und im Team Germany
- Finalist bei vielen Weltranglistenturnieren
- Finalist German Open
- Grand Slam Finalist
- 1. der Deutschen Rangliste Latein vom 31. Januar 2005